# Serang (Cikarang Selatan)
Serang is een bestuurslaag in het regentschap Bekasi van de provincie West-Java, Indonesië. Serang telt 21.416 inwoners (volkstelling 2010).